# Баран Володимир Львович
Баран Володимир Левкович (нар. 16 квітня 1929, Снятин, Івано-Франківська область — 10 травня 2018, Івано-Франківськ) — мистецтвознавець, краєзнавець, член Національної спілки художників України, член Національної Спілки журналістів України.

## Жіттєпис
Закінчив факультет теорії та історії мистецтва інституту живопису, скульптури та архітектури ім. І. Ю. Рєпіна Академії мистецтв у Ленінграді. Працював головним художником Івано-Франківського художньо-виробничого комбінату, Художнього Фонду України. Володимир Левкович працював в Івано-Франківській обласній організації СХУ на посадах референта, члена правління, голови ревізійної комісії. Був позаштатним працівником відділу культури обласної газети «Прикарпатська правда». Від 1983 р. викладач історії мистецтва в Івано-Франківській державній дитячій художній школі.
Автор друкованих книг: «Тернистий шлях Осипа Сорохтея» (2002), «Історії промовисті сторінки» (у співавторстві з О. Шереметом) (1971), «Ковпаківці» (нарис про пам'ятник ковпаківцям в м. Яремчі) (1977), колективних видань «На землі Прикарпатській» (1967), «Любимо тебе, земле» (1984), «Духовно ми багаті» (1979), «Радянське Прикарпаття», каталогів персональних та групових художніх виставок: «Данило Нарбут» (1964), «Іван Кулик» (1963), «Микола Варення» (1972), «Сторіччя від дня народження Василя Стефаника» (1973), статей у журналах та газетах України.
У 2003 році видана книга «Михайло Зорій» про творчу діяльність Михайла Зорія (1908—1995), який жив і працював у Станіславові. Особливе місце у творчій спадщині митця займає широко відомий меморіальний пам'ятник західноукраїнському композитору Д. Січинському. З появою цього унікального монументального твору в сузір'ї імен видатних людей Прикарпаття засяяла зірка Михайла Зорія.
2017 року вийшла книга Володимира Барана «Лідія Треммері/  Lydia Tremmery» (Івано-Франківськ: ЯРИНА, 2017. — 68 с.), передмову до якої написав академік   В. Качкан.  В ній  опубліковано спогади й міркування про творчість художниці бельгійського походження, яку В.Баран добре знав.
За книгу «Михайло Зорій» В. Л. Баран у 2004 р. отримав премію імені Василя Стефаника.
Помер в Івано-Франківську 10 травня 2018 року. 